# Älskarna i Valdaro

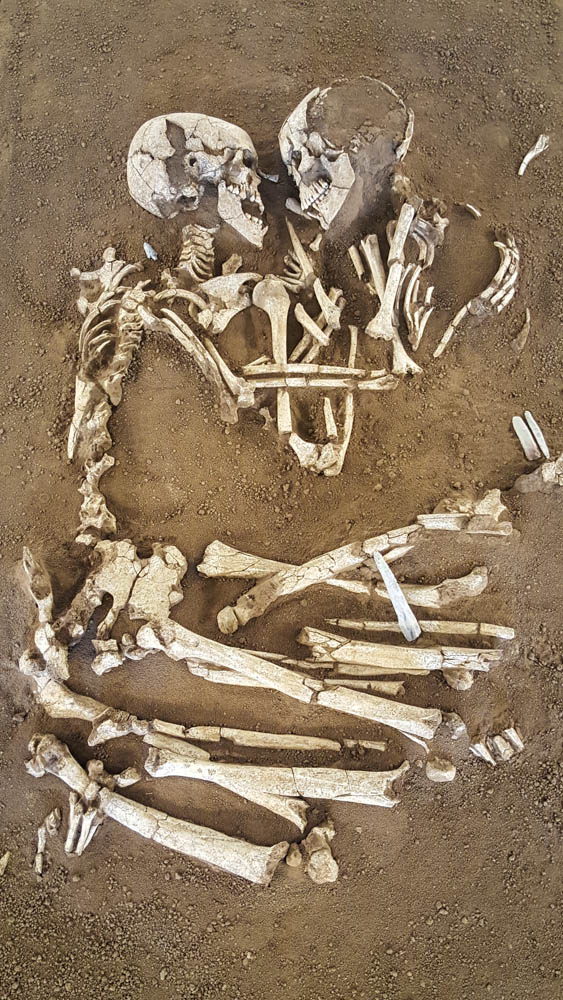
Älskarna i Valdaro.

Älskarna i Valdaro kallas två skelett som dateras till att vara ungefär 6 000 år gamla. De upptäcktes av arkeologer i en neolitisk grav i San Giorgio nära Mantua i Italien år 2007. De två individerna begravdes ansikte mot ansikte med armarna om varandra i en ställning som påminner om älskandes omfamning.
Arkeologen Elena Maria Menotti ledde utgrävningen. Paret är en man och en kvinna inte äldre än 20 år vid dödsfallet och med uppskattad kroppslängd på 1,57 m. Det manliga skelettet hittades med en flintspets nära nacken. Kvinnan hade ett långt flintspån utmed låret plus två flintknivar under bäckenet. Osteologisk undersökning fann inga bevis för att döden orsakats av våld, inga frakturer eller ens små skador. Det mest troliga är att de var gravgåvor begravda samtidigt med kropparna.
Skeletten ställdes ut för första gången i september 2011 vid det nationella arkeologiska museet i Mantua. Detta var ett initiativ av föreningen Lovers in Mantua som sökte ett permanent hem för det antika paret.
Sju år efter upptäckten den 11 april 2014 ställdes de ut i en glasmonter på museet. 